# Wolfgang Steinmayr
Wolfgang Steinmayr (* 6. September 1944, Innsbruck) ist ein ehemaliger österreichischer Radrennfahrer.

## Sportliche Laufbahn
Steinmayr war einer der erfolgreichsten österreichischen Radsportler. Zusammen mit Rudolf  Mitteregger prägte er den österreichischen Radrennsport der 1970er Jahre. Insgesamt konnte er viermal, und damit so oft wie kein anderer, die Österreich-Rundfahrt für sich entscheiden. Bei der Österreich-Rundfahrt 1972 und 1975 wurde er Großglocknerkönig, d. h., er überquerte den Großglockner auf der Etappe als Erster. Er galt als exzellenter Bergfahrer und konnte so auch dreimal die Bergwertung bei der österreichischen Landesrundfahrt gewinnen. 1972 (in München) und 1976 (in Montreal) startete er für Österreich bei den Olympischen Sommerspielen, kam dort jedoch über den 55. bzw. 27. Platz nicht hinaus. Bei der Tour de l’Avenir belegte er 1973 und 1974 jeweils den zweiten Rang in der Gesamtwertung. In der Jugoslawien-Rundfahrt 1974 wurde er ebenfalls Zweiter.
Nach seinem Rückzug aus dem Leistungssport konzentrierte er sich auf sein Unternehmen, ein Versicherungsmaklerbüro, das er schon neben seiner Sporttätigkeit aufbaute.
1977 brachte er im Eigenverlag, mit Unterstützung seines langjährige Sponsors, der Raiffeisenbank, das Buch Tips, Technik, Training heraus.

## Erfolge
1971
- eine Etappe Österreich-Rundfahrt
- eine Etappe Tour de l’Avenir

1972
- Gesamtwertung und eine Etappe Österreich-Rundfahrt

1973
- Gesamtwertung und drei Etappen Österreich-Rundfahrt

1974
- Gesamtwertung und eine Etappe Wien–Rabenstein–Gresten–Wien

1975
- Gesamtwertung und eine Etappe Österreich-Rundfahrt

1976
- Gesamtwertung Österreich-Rundfahrt
- Gesamtwertung Wien–Gresten–Wien